# Џонатан Милан
Џонатан Милан (итал. Jonathan Milan; 1. октобар 2000) италијански је професионални бициклиста који се такмичи и у друмском и у бициклизму на писти, а тренутно вози за UCI ворлд тур тим — Лидл—трек. Освојио је два пута класификацију по поенима на Ђиро д’Италији и једном класификацију по поенима на Тур де Франсу. На Ђиро д’Италији је остварио четири етапне побједе, док је на Тур де Франсу остварио двије. Освојио је златну медаљу на Олимпијским играма, једну златну, четири сребрне и двије бронзане на Свјетском првенству на писти, као и три златне, двије сребрне и двије бронзане медаље на Европском првенству на писти.

## Каријера
Возио је у дисциплини дохватна вожња екипно на Свјетском првенству на писти у Берлину 2020. гдје је освојио бронзану медаљу. У дисциплии дохватна вожња екипно освојио је медаљу на Олимпијским играма 2020. гдје је тим Италије два пута поставио нови свјетски рекорд.
Године 2023. дебитовао је на гранд тур тркама возећи Ђиро д’Италију, гдје је остварио једну етапну побједу и освојио је класификацију по поенима. Године 2024. прешао је у тим Лидл—трек. Освојио је класификацију по поенима на Вуелта а ла комунидад Валенсијана трци, уз једну етапну побједу, а затим је освојио класификацију по поенима на Тирено—Адријатику, уз двије етапне побједе. У мају је возио Ђиро д’Италију, гдје је трећу етапу завршио на другом мјесту, иза Тима Мерлијеа, а затим је остварио побједу у спринту на четвртој етапи испред Кејдена Гроувса. На етапи 11 је остварио другу побједу, поново испред Гроувса, док је на етапи 13 остварио трећу побједу на трци. Последњу, етапу 21, завршио је на другом мјесту, иза Мерлијеа и освојио је класификацију по поенима другу годину заредом. Године 2025. остварио је двије етапне побједе и освојио је класификацију по поенима на дебију на Тур де Франсу, чиме је постао трећи италијански побједник класификације послије Франка Битосија и Алесандра Петакија, као и први дебитант који је освојио класификацију послије Петера Сагана 2012.

## Свјетски рекорди
| Дисциплина                                                                         | Рекорд   | Датум           | Такмичење             | Локација   |
| ---------------------------------------------------------------------------------- | -------- | --------------- | --------------------- | ---------- |
| Дохватна вожња екипно (са Филипом Ганом, Симонеом Конзонијем и Франческом Ламоном) | 3:42.307 | 3. август 2021. | Олимпијске игре 2020. | Ицу, Јапан |
| Дохватна вожња екипно (са Филипом Ганом, Симонеом Конзонијем и Франческом Ламоном) | 3:42.032 | 4. август 2021. | Олимпијске игре 2020. | Ицу, Јапан |